# Georgia Lock
Georgia Lock (Buckinghamshire, 1996. október 25. –) brit színésznő, énekesnő.
Legismertebb alakítása Bella Crossley az Evermoor titkai című sorozatban. A Sadie J című sorozatban is szerepelt.

## Pályafutása
Első szerepe a CBBC Sadie J című sorozatában volt. 2014-ben az Evermoor titkai című sorozatban minisorozoatban szerepelt. Majd berendeltek egy teljes évadot a sorozatból. 2015-ben a First Class Chefs című műsor műsorvezetője volt.
2020 októberében megjelent első könyve With Every Wave címmel.

## Filmográfia

### Filmek
| Év   | Magyar cím | Eredeti cím       | Szerep          | Magyar hang |
| ---- | ---------- | ----------------- | --------------- | ----------- |
| 2021 |            | Me, Myself and Di | Araminta Craven |             |
| 2015 |            | Social Suicide    | Rozi            |             |

### Televíziós szerepek
| Év        | Magyar cím      | Eredeti cím             | Szerep              | Megjegyzések                              |
| --------- | --------------- | ----------------------- | ------------------- | ----------------------------------------- |
| 2019      | Sadie Sparks    | Sadie Sparks            | Sadie Sparks (hang) | főszereplő magyar hangja Szűcs Anna Viola |
| 2018      |                 | The Killer Beside Me    | Kelsey              | 1 epizód                                  |
| 2017      |                 | Doctors                 | Amy Baker           | 2 epizód                                  |
| 2015      |                 | First Class Chefs       | önmaga              | műsorvezető                               |
| 2014–2017 | Evermoor titkai | The Evermoor Chronicles | Bella Crossley      | főszereplő magyar hangja Dögei Éva        |
| 2011–2012 |                 | Friday Download         | önmaga              | műsorvezető                               |
| 2011–2013 |                 | Sadie J                 | Sadie Jenkins       | főszereplő                                |